# Rue Benjamin-Franklin (Paris)
Pour les articles homonymes, voir Rue Benjamin-Franklin.
La rue Benjamin-Franklin est une voie du 16e arrondissement de Paris, en France.

## Situation et accès

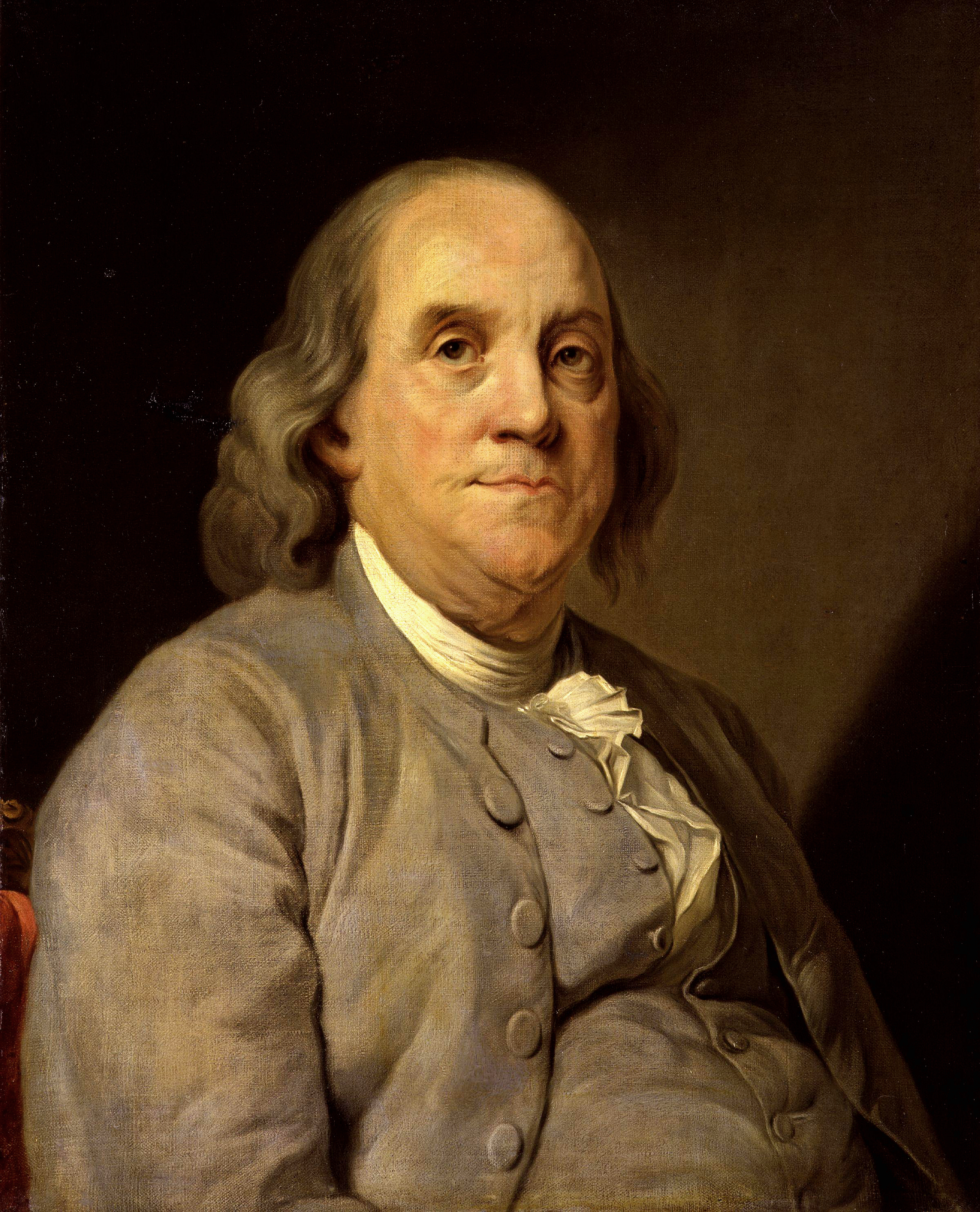
Benjamin Franklin vers 1785.

Elle part de la place de Costa-Rica. À son autre extrémité, elle se divise en deux parties, contournant une petite butte supportant un monument en l'honneur de Benjamin Franklin, pour aboutir à la place José-Marti qui se confond avec l'amorce de l'avenue Paul-Doumer.
Le quartier est desservi par la ligne 6 aux stations Passy et  Trocadéro et par la ligne 9 à la seule station  Trocadéro.

## Origine du nom
Elle est nommée en l'honneur de l'homme politique, diplomate et scientifique Benjamin Franklin (1706-1790), un des pères fondateurs des États-Unis et ancien habitant de Passy.

## Historique
Initialement, cette voie est indiquée en 1730 à l'état de chemin.
Sa transformation en rue, projetée en 1787, est effectuée en 1788 sur la propriété du couvent des Minimes de Chaillot, sous le nom de « rue Neuve-des-Minimes ».
En 1791, elle prend le nom de « rue Franklin ».
L'ouverture en 1933 de l'avenue Paul-Doumer a supprimé le débouché de la rue Franklin sur la rue des Réservoirs.
Elle prend sa dénomination actuelle par un arrêté municipal du 21 décembre 1988.

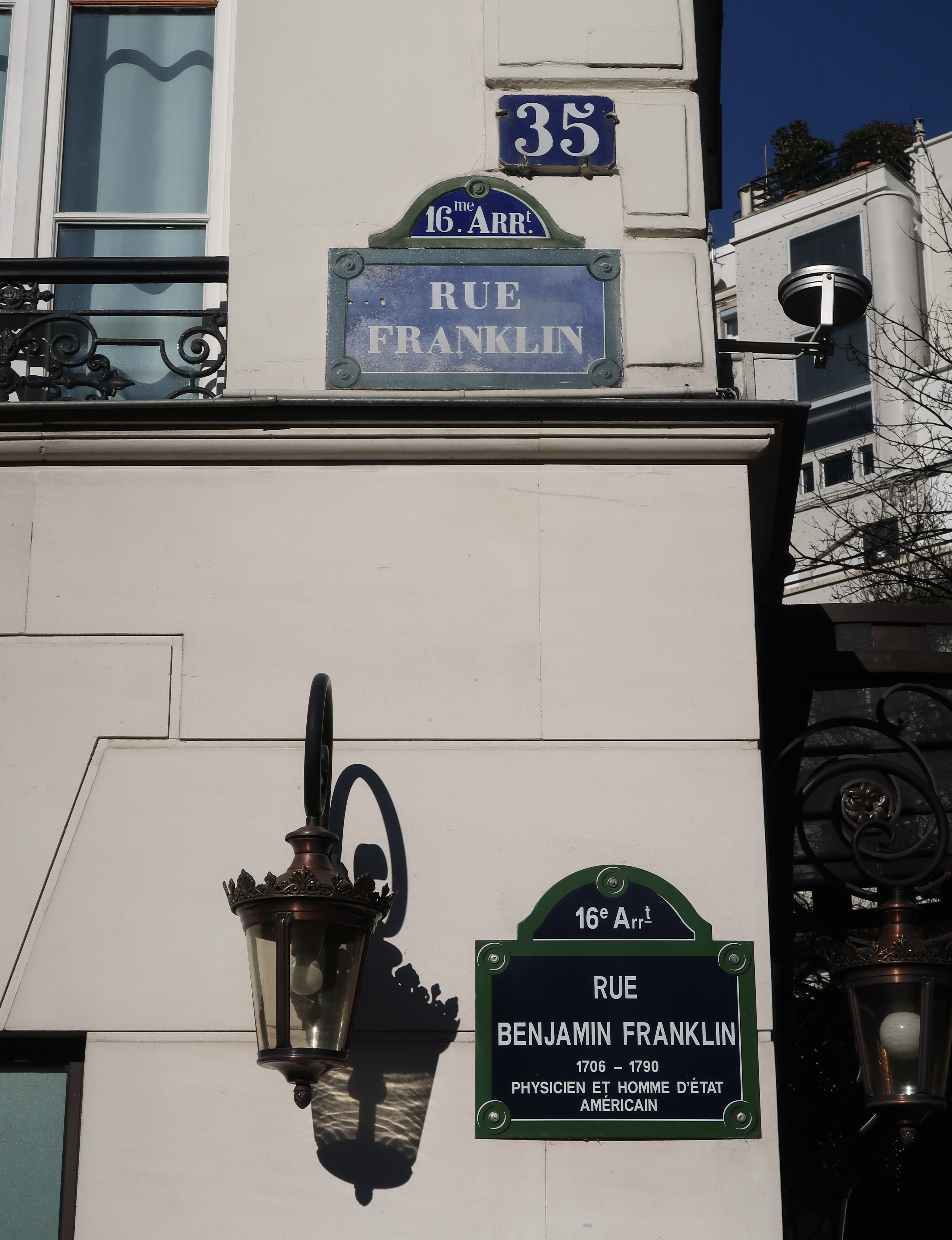
Plaque ancienne (en haut) et récente (en bas).
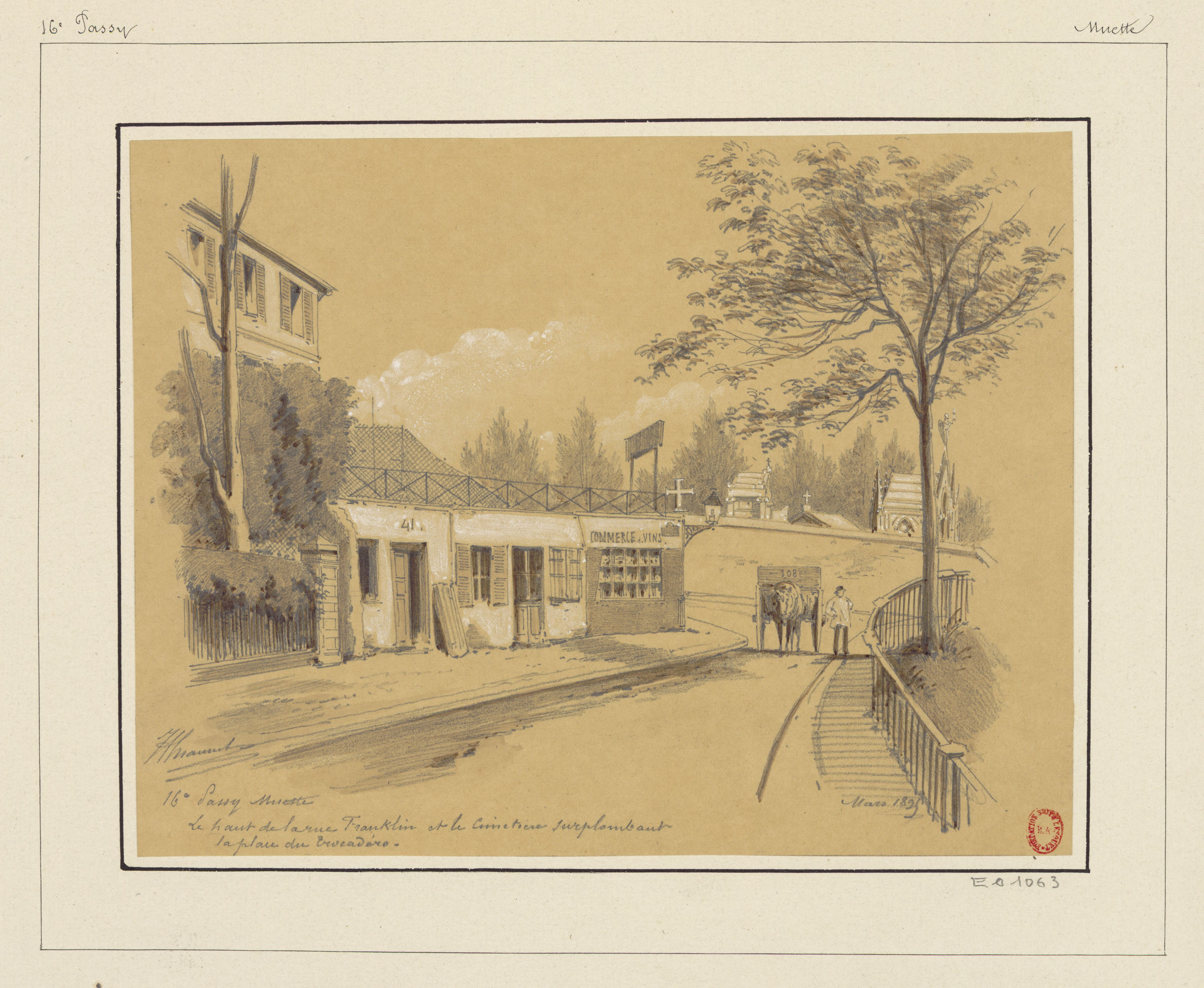
Le haut de la rue en 1895, avant le percement de l'avenue Paul-Doumer (dessin de Jules-Adolphe Chauvet).
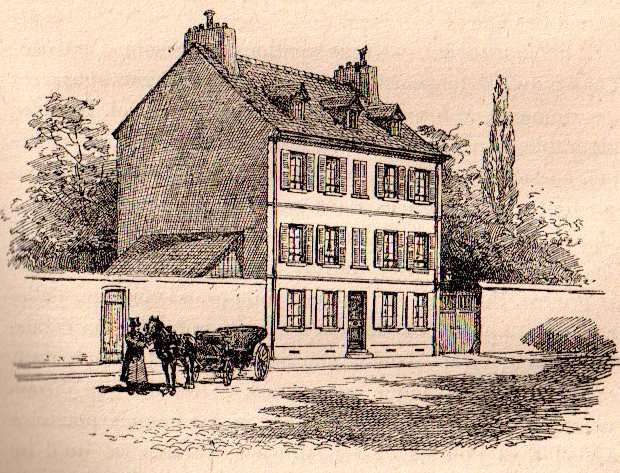
Le no 21 en 1910.
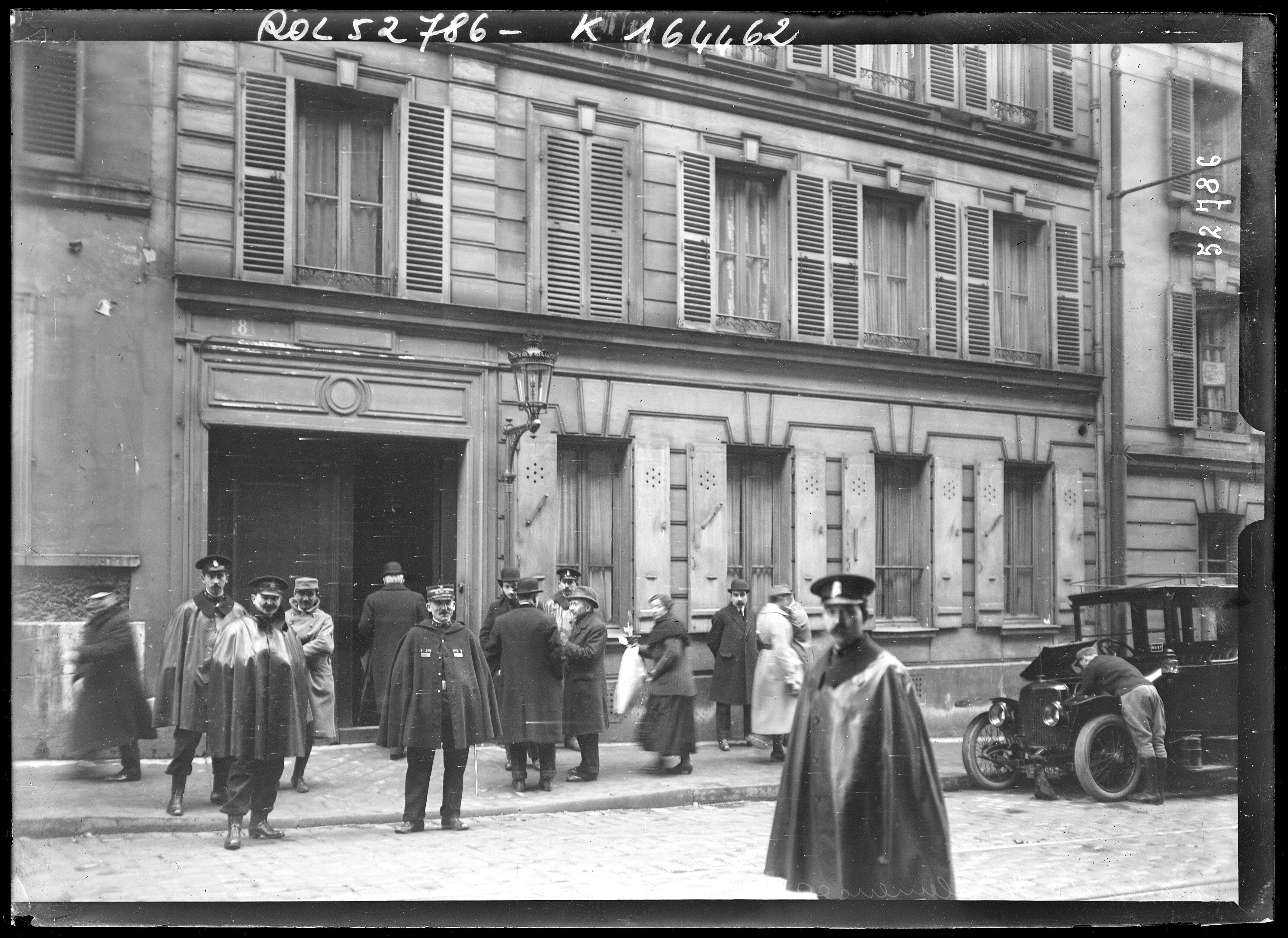
La maison de Georges Clemenceau en 1919.

## Bâtiments remarquables et lieux de mémoire
- Square de Yorktown avec en son centre une statue de Benjamin Franklin.
- Palais de Chaillot et jardins.
- No 3 : mairie de la commune de Passy avant 1836[1].
- No 8 : l'homme politique Georges Clemenceau vécut au rez-de-chaussée de ce bâtiment de 1896 à 1929 ; il y mourut. En 1931, son appartement et son jardin deviennent le musée Clemenceau[2]. Robert de Montesquiou-Fézensac l'y avait précédé, notamment en 1891.
- No 12 : lycée Saint-Louis-de-Gonzague, établissement privé jésuite sous contrat, communément appelé « Franklin » en référence au nom de la rue.
- No 17 (au croisement avec la rue Scheffer) : immeuble de rapport construit de 1929 à 1930 par l'architecte Marcel Hennequet[3] ; édifice réalisé en béton armé ; façade composée de bow-windows bombés et par un revêtement en granito ocre, alternant des lignes de faïence blanche ; revêtement dû à l'entreprise Gentil & Bourdet ; les ferronneries sont l'œuvre de Raymond Subes.
- No 18 : dans une modeste maison avec jardin depuis détruite vécut l'historien et pamphlétaire Joseph Michaud de 1832 jusqu'à son décès en 1839. Chateaubriand assista à ses funérailles au cimetière de Passy[2].
- No 25 : immeuble construit par l'architecte Pierre Humbert en 1904, signé.
- No 25 bis : immeuble de rapport à structure en béton armé (1903) construit par les frères Auguste Perret et Gustave Perret, qui annonce la transition vers l'Art déco. Ce bâtiment a été inscrit monument historique en 1966[4].
- No 27 : la comédienne Berthe Cerny y mourut en 1940[2].
- No 31 : l'aviateur Robert Grandseigne (1885-1961), qui a, le premier, survolé Paris de nuit en 1911, a vécu à cette adresse de nombreuses décennies.
- No 39 : dans cet immeuble à façade arrondie, occupant l'angle de la rue Franklin et de l'avenue Paul-Doumer, a résidé jusqu'à son décès l'actrice Jacqueline Maillan ainsi que le coiffeur Antoine Cierplikowski, dont l'épouse née Berthe Astier est, en 1935, la commanditaire du bâtiment, de 1937 à son retour en Pologne en 1973.
- No 41 : Charles Lacquehay y a vécu.
- Dans les années 1860, la famille Morisot, dont Berthe (1841-1895), habita dans la rue.
- L'homme politique Henri Léon Camusat de Riancey (1816-1879) habita dans la rue[5].

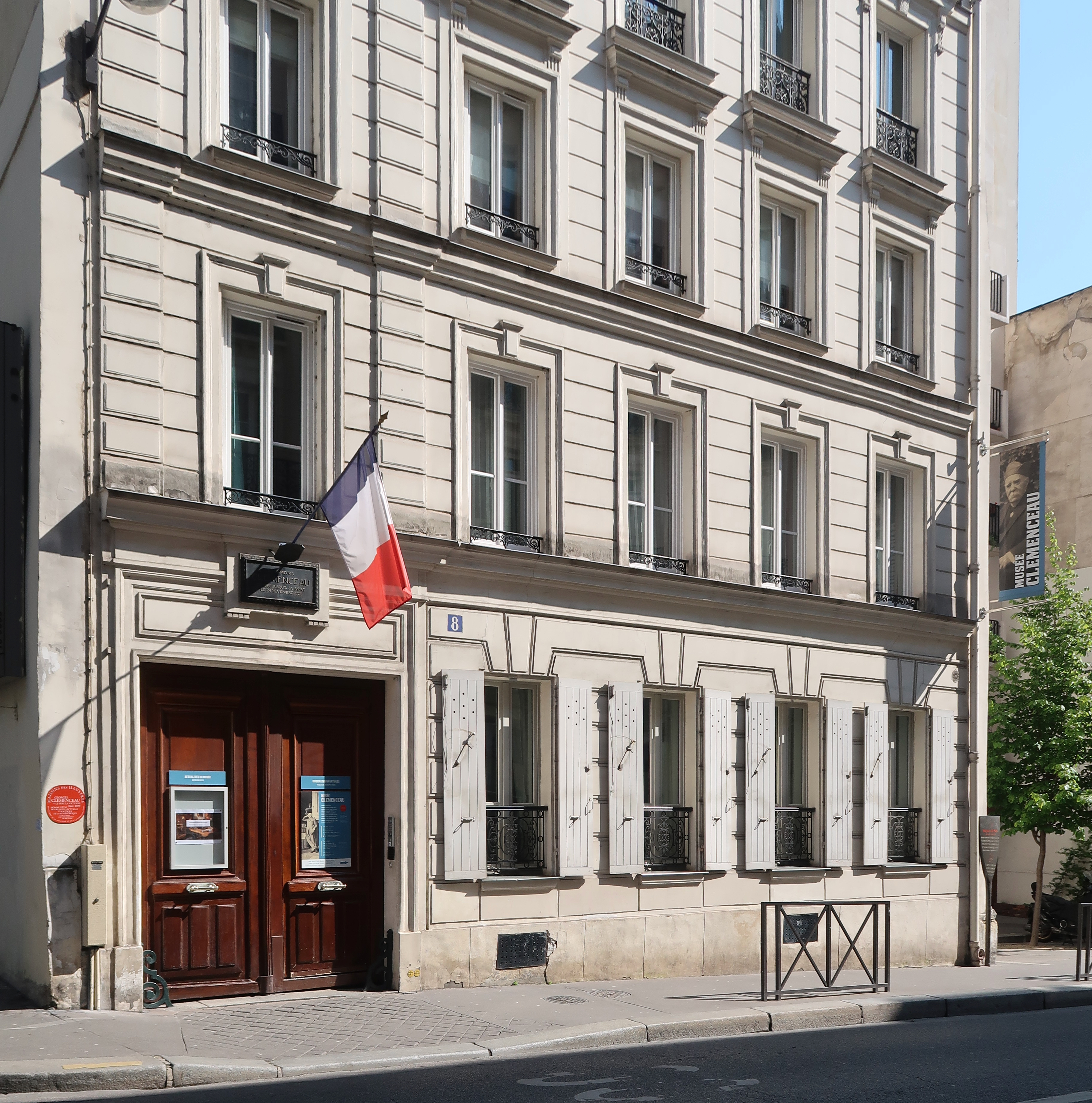
No 8 : le musée Clemenceau.
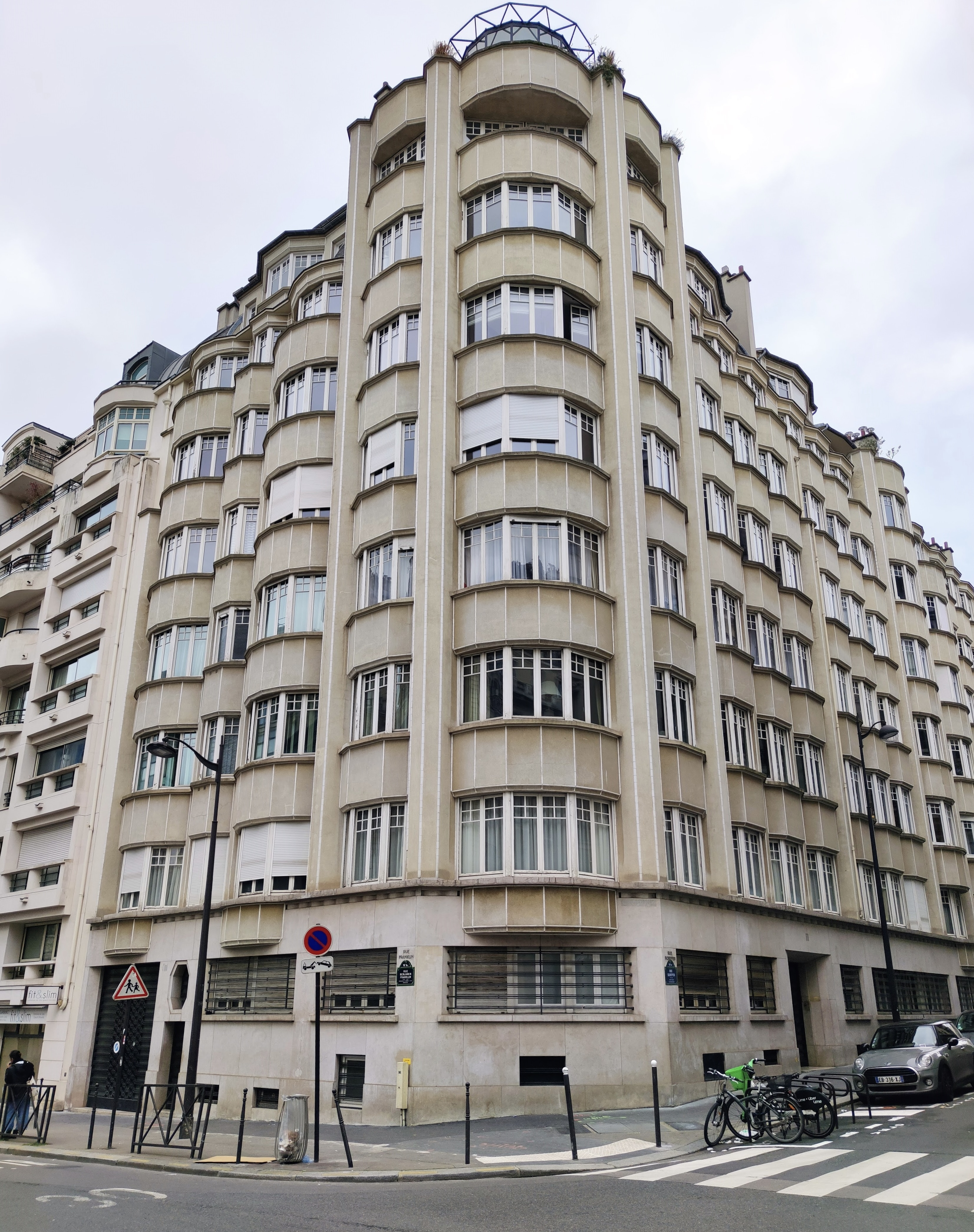
No 17 (et 1, rue Scheffer).
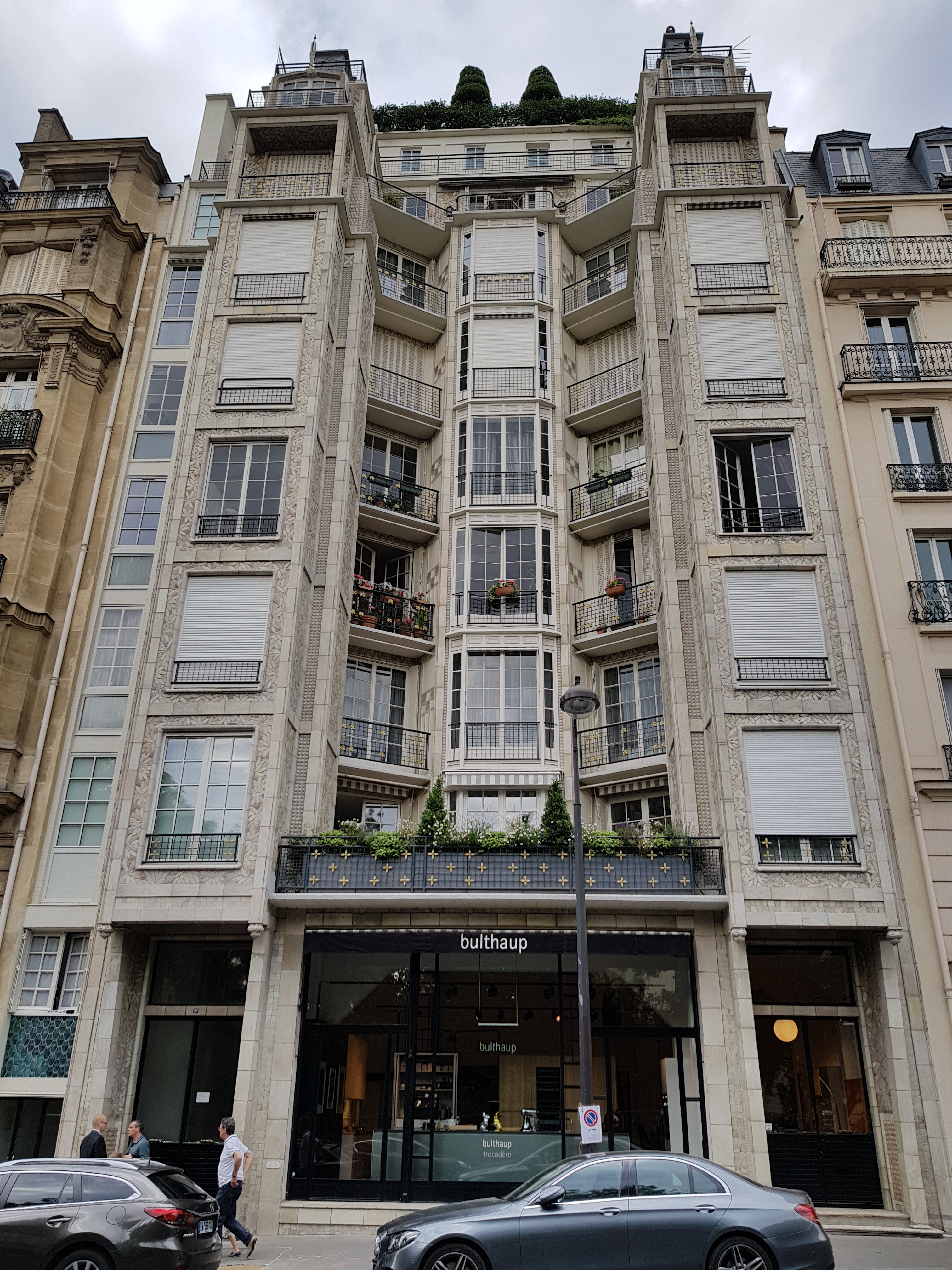
No 25 bis.
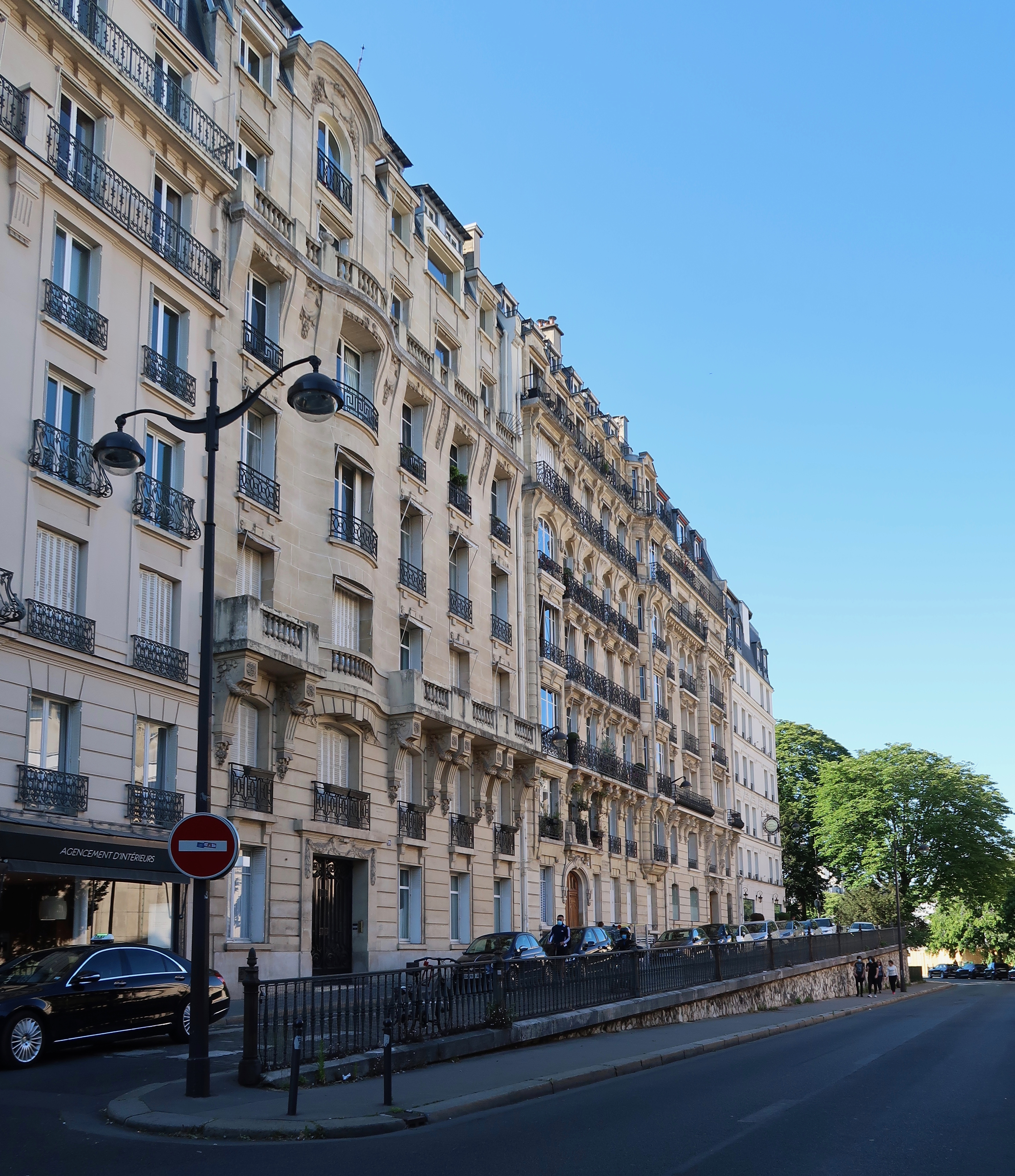
Partie haute : la rue se sépare en deux voies de niveaux différents.